# Gorgonia clathrus
Gorgonia clathrus is een zachte koraalsoort uit de familie Gorgoniidae. De koraalsoort komt uit het geslacht Gorgonia. Gorgonia clathrus werd in 1766 voor het eerst wetenschappelijk beschreven door Pallas. 